# Epica (album)
Pour l’article homonyme, voir Epica.
Albums de Kamelot
Karma
(2001) The Black Halo
(2005)
Epica est le sixième album musical du groupe Kamelot sorti en 2003.

## Concept
Première partie d'une série de deux albums-concept inspirés du mythe de Faust. Luca Turilli joue un solo dans la chanson Descent Of The Archangel.

## Personnages
Ariel (Roy Khan)Ariel est une personne en constante recherche. Il est un remarquable jeune alchimiste qui est déçu des réponses qu'offrent la religion et la science à ses questions, et recherche la vérité universelle que ces dernières n'ont pu lui donner. Il a l'impression que cette vérité est la seule chose qui lui permette de sentir que sa vie vaut la peine d'être vécue.
Helena (Mari) Ariel et Helena ont grandi ensemble, et elle est la seule personne qu'Ariel ait jamais profondément aimé. Elle représente l'innocence, la pureté et la bonté.
Mephisto (Roy Khan) Mephisto est l'archange qui a le plus aimé Dieu. Quand Dieu ordonna à tous les anges de s'incliner devant l'humanité, Mephisto refusa, proclamant que sa loyauté allais envers dieu seulement. À cause de cela, il fut banni du paradis. Il apparait sous différentes formes et apparences mais ne ressemble jamais à ce à quoi l'on s'attend—Lucide et intelligent, quoique malin et trompeur. Il aspire désespérément a retrouver sa place auprès de Dieu, et c'est ce qui va engendrer les évènements contés dans Epica.

### Liste des chansons
1. Prologue - 1:07
2. Center Of The Universe - 5:27
3. Farewell - 3:41
4. Interlude I (Opiate Soul) - 1:10
5. The Edge Of Paradise - 4:09
6. Wander - 4:24
7. Interlude II (Omen) - 0:40
8. Descent Of The Archangel - 4:35
9. Interlude III (At The Banquet) - 0:30
10. A Feast For The Vain - 3:57
11. On The Coldest Winter Night - 4:03
12. Lost And Damned - 4:55
13. Helena's Theme - 1:51
14. Interlude IV (Dawn) - 0:27
15. The Mourning After - 4:59
16. III Ways To Epica - 6:16

## Explications des chansons

### Prologue
Basé sur le "Prologue Au Paradis" de Faust, œuvre de Goethe, Mephisto et Dieu font un marché: si Mephisto arrive à obtenir l'âme d'Ariel, l'homme préféré de Dieu, il pourra revenir au Paradis. Mais si Mephisto échoue, il est condamné à rester en Enfer jusqu'à la fin des temps. Musicalement, ceci est traduit par des voix en fond accompagnées d'un ensemble de cordes.

### Center Of The Universe
Nous faisons la connaissance d'Ariel, et de son esprit, qui recherche la vérité universelle. Il pense qu'à un certain point, à la limite de la mort, quelqu'un doit connaître la réponse aux questions qu'il se pose. Sans ces réponses, sans cette vérité, il se sent seul dans sa patrie, son « center of the universe ». Pendant un moment de calme dans l'esprit d'Ariel (représenté musicalement par un duo mélodique), il réalise qu'ayant épuise toutes les sources de savoir de sa patrie, la réponse qu'il recherche doit résider ailleurs.

### Farewell
Ariel dit adieu à son ancienne vie. Il coupe les ponts avec toutes les personnes qu'il a jamais connu, et même avec Helena, la femme qu'il aime. Il renie finalement Dieu, qui est apparemment incapable de remédier aux problèmes et aux afflictions de la condition humaine. Désireux de commencer sa quête, il prend le premier navire et commence son voyage à travers les océans, pour ne jamais revenir.

### Interlude I - Opiate Soul
Cet interlude marque le laps de temps pendant lequel Ariel parcours le monde à la recherche de la Vérité.

### The Edge Of Paradise
Après des années de recherches vaines, Ariel tombe dans la drogue hallucinogène et occulte (représentées par une mélodie lente et à sonorité orientale) et pour laquelle il a développé une addiction. Sous l'influence de ces drogues, Mephisto lui apparaît au cours d'hallucinations. Il ignorait à ce moment-là l'existence de l'ange déchu et du pari qu'il fit avec le Divin. Ariel réalise que son actuel mode de vie ne le conduira pas au succès, qu'il désire plus que jamais.

### Wander
Désespéré, Ariel abandonne ses recherches, seul et sans but à travers les étendues sauvages hivernales (le reste de l'histoire se déroulera en cette saison). Les souvenirs d'Helena lui reviennent en tête, le désir de revenir en arrière, et de revivre l'enfance qu'ils ont vécu ensemble.

### Interlude II - Omen
Ce slow, doux instrumental, marque les heures sombres d'Ariel, durant lesquelles il se prépare au suicide. Mais Mephisto, son pari n'étant pas encore remporté, a d'autres projets.

### Descent Of The Archangel
Baigné par le halo du clair de lune, Mephisto se présente à Ariel. Musicalement, ceci est représenté par une intro au saxophone accompagnée par de simple notes au clavier. L'ange déchu lui propose un marché: il le servira éternellement, satisfera tous ses désirs, et lui procurera tous les pouvoirs du monde, à la condition qu'au moment de la mort d'Ariel, Mephisto puisse obtenir son âme. Malgré l'attraction de cette offre, Ariel est d'abord méfiant.

### Interlude III - At the Banquet
Ariel est soudain transporté vers le grand château de Mephisto, où l'ange déchu donne un banquet en son honneur. Mephisto le fait entrer dans la salle du banquet, où règne une humeur festive grâce à une musique joyeuse.

### A Feast For The Vain
Ariel passe une nuit de gourmandise, de festivités dans la demeure de Mephisto. Émerveillé par la splendeur et la gloire (musicalement représenté par une valse), tous ses doutes s'envolent. Il consent à l'amitié de Mephisto et accepte le marché, à une condition: si Ariel ressent une telle euphorie qu'il désire rester ici a tout jamais, alors seulement Mephisto pourra prendre son âme. Mephisto accepte cette condition à contre-cœur.

### On The Coldest Winter Night
Ariel quitte le château de Mephisto et décide de retrouver Helena, qui l'a recherché durant toutes ces années a son insu. Un passage d'acoustique a la guitare représente la vivacité de l'amour qui demeure entre eux, après toutes ces années de séparation. Les deux amants réunis passent la nuit ensemble dans la ville la plus proche. Durant cette nuit, ils conçoivent un enfant, sans qu'aucun des deux ne l'ait jamais su.

### Lost And Damned
Après être restés un moment avec Helena en ville, Ariel décide qu'avec les nouveaux pouvoirs que lui a donné Mephisto, il est temps de continuer sa quête. Mais il ne veut pas exposer sa pure Helena à la difficulté de son voyage et à l'attraction du côté obscur et du Mal, malgré son amour pour elle : il veut continuer sa quête, qui lui importe plus que le lien qui les unit.
"Love means nothing to me, if there is a higher place to me
Il décide néanmoins de quitter Helena une seconde fois. Le dilemme est représenté par un rythme rapide à la batterie ponctué par des accords lents au clavier.

### Helena's Theme
Perdue, Helena fait le serment de toujours aimer Ariel, même dans la mort. Elle se suicide dans la rivière la plus proche, et par extension, tue l'enfant qu'elle porte. Grâce à la prière de l'esprit de la rivière, Helena et l'enfant accèdent aux portes du Paradis.

### Interlude IV - Dawn
Au lever du jour, le crieur public annonce les agissements d'Helena lors de la nuit passée : son corps a été trouvé dans le fleuve, on apprend alors qu'elle était enceinte.

### The Mourning After (Carry On)
En rêve, Ariel est témoin de la mort d'Helena et de son enfant. Sa crainte est confirmée par le crieur public. Il est choqué et abasourdi par la mort d'Helena,et de celle de son propre enfant dont il ignorait l'existence. Accablé par la perte et la solitude, il pleure sa belle. Cependant il sait qu'il doit continuer sa quête. S'il échoue, elle sera morte pour rien. Ce serait un déshonneur à sa mémoire que de ne pas remplir la tache pour laquelle il l'a quittée, et contrainte à se tuer.

### III Ways To Epica
Mephisto encourage Ariel à continuer sa quête, en expliquant la mort d'Helena comme une conséquence pour avoir "joué avec le feu" .Il demande a Ariel de lui faire confiance et le réprimande pour son désespoir, déclarant que les émotions humaines, celles nées dans la passion, finissent toujours pas les détruire. Helena, à présent au paradis, proclame que l'amour est la seule chose que les hommes peuvent réellement ressentir, et que face à cela, les forces des ténèbres ne pourront jamais triompher. Désespéré, Ariel blâme Dieu pour sa douleur. Le rôle qu'il a joué dans la mort d'Helena le détruit et il sait qu'il ne pourra jamais se racheter.
Ici s'achève l'histoire d'Epica, à laquelle s'ajoute deux bonus tracks. L'histoire d'Ariel continue avec l'album The Black Halo.